# 7773 Kyokuchiken
7773 Kyokuchiken eller 1992 FS är en asteroid i huvudbältet som upptäcktes den 23 mars 1992 av de båda japanska astronomerna Kazuro Watanabe och Kin Endate vid Kitami-observatoriet. Den är uppkallad efter National Institute of Polar Research.
Asteroiden har en diameter på ungefär 8 kilometer.